# Station Cipeundeuy
Cipeundeuy is een spoorwegstation in de Indonesische provincie West-Java.